# Acculturazione

Le quattro forme essenziali di acculturazione: 1- Segregazione, 2- Integrazione, 3- Assimilazione, 4- Marginalizzazione

Acculturazione (o trasmissione orizzontale) è un concetto che si riferisce al processo di cambiamento culturale e psicologico dovuto al contatto duraturo con persone appartenenti a culture differenti. 
Una definizione più formale è stata avanzata da Redfield, Linton e Herskovits nel 1936. L'acculturazione era definita come "quei fenomeni che si verificano quando gruppi di individui aventi culture diverse vengono in contatto continuo e diretto, con conseguenti cambiamenti nella configurazione culturale originaria di uno o entrambi i gruppi".

## Processi di acculturazione
I processi di acculturazione possono essere pacifici e parziali, come nel caso dell'assunzione delle forme letterarie greche da parte dei Romani in età regia e, soprattutto, repubblicana, oppure violenti e determinati da invasione, colonizzazione o conversione forzata, come nel caso delle popolazioni autoctone di America e Oceania, "scoperte" e soggiogate dagli Europei fra il XVI e il XVIII secolo.
Il processo di acculturazione non è mai a senso unico, bensì uno scambio a doppio binario (a two ways process secondo la definizione di Herskovits): anche la civiltà che dona la propria cultura viene modificata dalle caratteristiche della cultura con cui è entrata in contatto.

## Tipologia di acculturazione
Alcuni studiosi individuano quattro tipi di acculturazione:
- Assimilazione: quando un individuo o un gruppo abbandona la propria cultura e cerca di assumere quella dominante;
- Separazione: quando lo scopo principale è il mantenimento della propria cultura ed avviene il rifiuto del contatto con gli altri gruppi;
- Integrazione: quando viene mantenuta la propria cultura ma c'è continuo scambio e collaborazione con gli altri gruppi;
- Marginalità: quando c'è scarso interesse nel mantenimento della propria identità culturale e rari contatti con gli altri gruppi.